# Monika Vonier

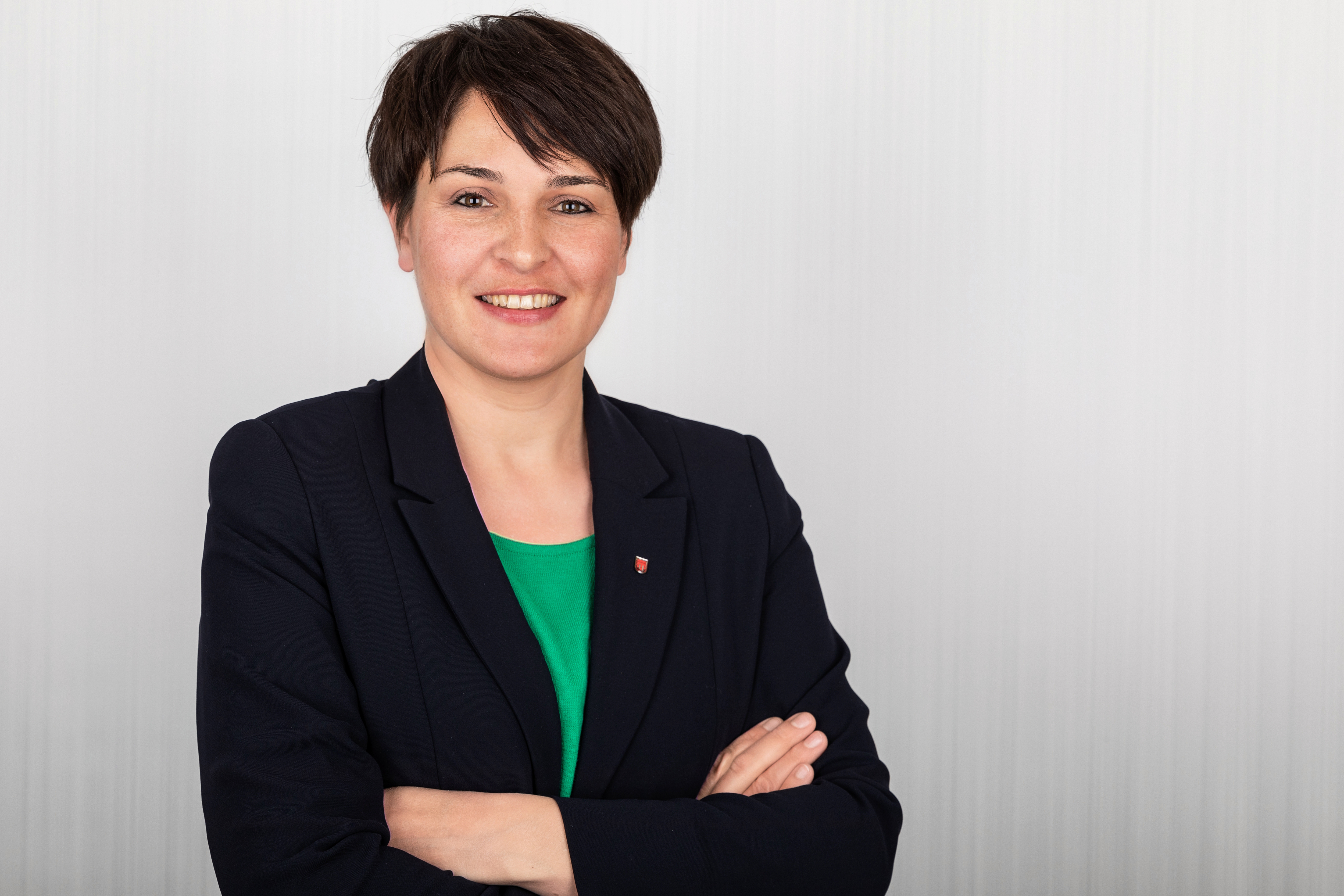
Monika Vonier (2019)

Monika Vonier (* 15. September 1980 in Schruns; geborene Monika Nesensohn) ist eine österreichische Politikerin (ÖVP) und Unternehmensberaterin. Vonier ist seit 2014 Abgeordnete zum Vorarlberger Landtag und dabei seit 2019 1. Landtagsvizepräsidentin.

## Ausbildung und Beruf
Monika Vonier wurde am 15. September 1980 als Tochter von Anton Nesensohn († 2019) und Helga Nesensohn-Vallaster in Schruns im Montafon geboren. Sie besuchte die Volksschule in Schruns und das Bundesgymnasium Bludenz, wo sie im Jahr 1999 auch maturierte. Anschließend schloss sie 2004 die Studien der Kommunikations- und Politikwissenschaften an der Universität Salzburg ab und erlangte im Jahr 2012 die Promotion zum Doktor der Wirtschaftswissenschaften an der Universität St. Gallen (Dr.oec. HSG).
Daneben war sie im Tourismus und in der Industrie tätig, unter anderem koordinierte sie für die Vorarlberger Illwerke beim Bau des Großprojekts Kopswerk II das Kommunikationsmanagement. Im Anschluss daran war sie bei der Illwerke/VKW-Gruppe in Bregenz für Recruiting, Personalentwicklung und Lehrlingsausbildung verantwortlich. Ab 2008 war sie als Prokuristin Mitglied der Geschäftsführung der Illwerke Tourismus Gesellschaft und war mitverantwortlich für die Projekte „Golmis Forschungspfad“, Alpine-Coaster, Flying-Fox und Waldseilpark am Golm im Montafon.
Sie war weiters von 2011 bis 2012 Vorsitzende des Fachbeirates der Montafon Tourismus GmbH und von 2008 bis 2012 Mitglied des Marketingausschusses der Wirtschaftskammer Vorarlberg in der Fachgruppe Seilbahnen. Im Jahr 2012 machte sie sich mit dem Unternehmen Vonier Consult, einer Unternehmensberatung, selbständig. Seit Juni 2015 ist Vonier Mitglied des Aufsichtsrates der Vorarlberger Illwerke AG (seit 2019 illwerke vkw AG) und seit 2018 Mitglied und stellvertretende Vorsitzende des Aufsichtsrats der Großwalsertaler Seilbahn Sonntag-Stein GmbH.

## Politischer Werdegang
Monika Vonier ist seit dem Jahr 2009 Parteimitglied der Österreichischen Volkspartei durch ihre Mitgliedschaft im Wirtschaftsbund sowie im Frauenbund, zwei ÖVP-Teilorganisationen. Seit 2009 ist sie Mitglied der Landesleitung des Frauenbundes in Vorarlberg, seit 2010 Mitglied im Landesparteivorstand der ÖVP Vorarlberg und seit 2013 Mitglied der Bezirksparteileitung der ÖVP Montafon. Nach ihrer Wahl in den Vorarlberger Landtag wurde sie zudem zum Mitglied der Landesleitung des Wirtschaftsbundes bestellt.
Bei der Landtagswahl in Vorarlberg 2014 kandidierte Monika Vonier für die Vorarlberger Volkspartei im Wahlbezirk Bludenz. Dabei konnte sie nach dem Spitzenkandidaten, Landeshauptmann Markus Wallner, die meisten Vorzugsstimmen im Wahlkreis erlangen und somit ein Mandat im Vorarlberger Landtag erlangen. Erstmals als Abgeordnete angelobt wurde Monika Vonier in der Folge am 15. Oktober 2014. Im Landtag der 30. Gesetzgebungsperiode übernahm sie die Funktion der Bereichssprecherin des ÖVP-Landtagsklubs für Wirtschaft und Tourismus und wurde zur Obmann-Stellvertreterin im Volkswirtschaftlichen Ausschuss gewählt. Am 6. November 2019 wurde sie in der konstituierenden Sitzung des Landtags der 31. Gesetzgebungsperiode vom Landtag zu dessen 1. Vizepräsidentin gewählt. Im Landtag der 31. Gesetzgebungsperiode übernahm sie die Funktion der Bereichssprecherin des ÖVP-Landtagsklubs für Wirtschaft, Tourismus und Digitalisierung und wurde zur Obfrau des Finanzausschusses gewählt. Neben dem Finanzausschuss ist sie Mitglied im volkswirtschaftlichen Ausschuss, energiepolitischen Ausschuss, im Kultur- und Bildungsausschuss, im Umwelt- und Klimaschutzausschuss sowie Ersatzmitglied in sechs weiteren Ausschüssen.

## Privatleben
Monika Vonier ist seit Juni 2011 verheiratet und Mutter von zwei Töchtern (* 2015 und 2018). Sie wohnt mit ihrer Familie in Schruns.